# Princess Maker
Princess Maker (jap. プリンセスメーカー Purinsesu Meekaa) – seria japońskich gier, w których zadaniem gracza jest wychowywanie córki (od chwili gdy trafia ona pod jego dach, w wieku lat 10, do uzyskania przez nią pełnoletniości). Pomysł na grę zrodził się w wytwórni Gainax (znanej z, między innymi, animacji Neon Genesis Evangelion).
Choć gry z serii Princess Maker są niezwykle popularne w krajach Azji, nie doczekały się przetłumaczenia na inne języki niż chiński i koreański. Jedynie Princess Maker 2 została przetłumaczona na język Angielski przez SoftEgg w celu wydania gry w Stanach Zjednoczonych, jednak przed wprowadzeniem gry na rynek projekt anulowano.
Na podstawie Princess Maker stworzono także anime Petite Princess Yucie. Ta seria liczy 26 epizodów (powstały na przestrzeni 2002 i 2003 roku).

## Princess Maker 1
Pierwsza gra w serii, wydana w 1991 roku. Gracz wciela się w bohatera, któremu przyszło zaopiekować się sierotą, dziesięcioletnią dziewczynką o imieniu Marie. Przybraną córkę trzeba ubrać (odpowiednio na każdą porę roku), nakarmić, posłać do szkoły i pracy, by mogła dorobić do kieszonkowego. Podczas corocznych dożynek organizowanych w królestwie, w którym toczy się gra, Marie może wziąć udział w turnieju sztuk walki lub w konkursie piękności. Nad jej edukacją czuwa nie tylko gracz, ale także lokaj Cube, który objaśnia kolejne opcje gry, ostrzega przed zbytnim pobłażaniem córce lub zbyt surowym jej traktowaniem.
Dziewczynkę można wysłać także na wędrówki po okolicach królestwa oraz zabrać ją na wakacje. Gra ma około trzydziestu zakończeń. Córkę można wychować m.in. na tytułową księżniczkę, zakonnicę, hrabinę, generała czy herszta bandytów. Princess Maker 1 Gainax wydał również w tzw. odnowionej wersji, w której poprawiona została oprawa graficzna i muzyczna gry.

## Princess Maker 2
Fabuła drugiej części serii jest stosunkowo podobna do fabuły części pierwszej. Gracz znowu wciela się w bohatera, przy czym przybrana córka zostaje mu powierzona przez bogów. Ma się nią zajmować przez osiem kolejnych lat, aż do dnia, w którym dziewczynka osiągnie pełnoletniość. Graczowi, podobnie jak w Princess Maker, towarzyszy lokaj Cube. Córka w Princess Maker 2 ma do wyboru znacznie więcej zajęć niż w poprzedniej części. Wraz z wiekiem pojawiają się kolejne lekcje w szkole oraz nowe rodzaje pracy, której dziewczynka może się podjąć. Również w trakcie dożynek pojawia się możliwość uczestniczenia w aż czterech konkursach – kulinarnym, artystycznym, tanecznym i sztuk walki. Wędrówki po okolicach królestwa przypominają z kolei gry cRPG. Córka spacerować może po czterech lokacjach, walczyć z potworami, odkrywać przedmioty i spotykać ściganych listami gończymi bandytów. Princess Maker 2 liczy około osiemdziesięciu zakończeń. Podobnie jak pierwsza część, doczekała się swojej odnowionej wersji, w której poprawiono grafikę, a postaciom użyczono głosów.

## Princess Maker 3
W tej części wprowadzono kilka urozmaiceń. Gracz zyskał możliwość wyboru swojej profesji (do wyboru m.in. bard, kupiec, szlachcic), a opiekę nad córką pomaga mu sprawować nie Cube, lecz wróżka o imieniu Uzu. Również córka nie jest zwykłą dziewczynką, lecz wróżką, której marzeniem jest stać się człowiekiem (i żoną księcia). Podobnie jak w poprzednich częściach gry, córkę należy odpowiednio wychować – posyłać do szkoły i pracy, troszczyć się o jej dietę, odpowiednio ją ubrać i dbać o to, by była wypoczęta. Twórcy gry zrezygnowali jednak z elementu wędrówek. Princess Maker 3 oferuje około sześćdziesięciu zakończeń.

## Princess Maker 4
Czwarta część serii (wydana przez GeneX) przypomina Princess Maker 2 – przynajmniej pod względem organizacji czasu córki. Gracz ponownie wciela się w bohatera, a dziewczynkę (której na imię Patricia) ofiarowuje mu na przechowaniu niejaka Isabelle, jej biologiczna matka. Opiekę nad dzieckiem ponownie wspomaga Cube. Standardowo córkę można wysyłać do szkoły i pracy, dziewczynka może także uczestniczyć w corocznych dożynkach (czekają na nią takie konkurencje jak turniej sztuk walki, konkurs artystyczny i taneczny). Córka na przestrzeni kolejnych lat uczestniczyć może w kilkudziesięciu wydarzeniach, zaprzyjaźnić się ze spotykanymi w królestwie rówieśniczkami (Marie, Christina, Rize, Karen) i biegać na randki (na swojej drodze spotyka trzech królewiczów). Również fabuła tej części Princess Maker jest mocno rozbudowana – prawdę o pochodzeniu Patricii gracz odkrywa z czasem. Princess Maker 4 oferuje kilkadziesiąt zakończeń, w tym jedno tzw. doskonałe zakończenie, które w pełni wyjaśnia kwestie związane z pochodzeniem córki i rozwiązuje konflikty, które rozgrywały się w królestwie i jego okolicach.
Japońska wersja Princess Maker 4 została wydana na PC 28 lipca 2006 roku. Uzupełniono ją o kilka dodatkowych scen w stosunku do gry wydanej na PlayStation, a także załączono do niej dodatek – Day without Cube
Wersja Princess Maker 4 na konsolę PlayStation Portable została wydana w Japonii 12 października 2006 roku.

## Princess Maker 5
Najnowsza jak dotąd część gry, która wprowadziła sporo zmian w stosunku do części poprzednich. Gracz może zdecydować, czy dla dziewczynki będzie przybranym ojcem, czy przybraną mamą. Istnieje możliwość wyboru zawodu (jest to powrót do koncepcji z Princess Maker 3). Gra toczy się w czasach współczesnych. Wszystkie poprzednie części rozgrywały się w średniowieczu okraszonym fantastyką i przypominającym nieco baśń. W Princess Maker 5 córkę wychowuje się we współczesnej Japonii, choć i tutaj nie brak elementów fantastycznych, jak choćby magii – której córka może uczyć się w szkole. Dziewczynka uczestniczy w zajęciach szkolnych jak każda typowa Japonka. Gracz towarzyszy jej zatem przez szkołę podstawową i gimnazjum aż do liceum. Poza zajęciami w szkole dziecko można wysłać także na lekcje prywatne oraz do pracy. Podobnie jak w Princess Maker 4 na samym początku rozgrywki o pochodzeniu córki niewiele wiadomo. Przy jej boku czuwa Cube, który powierzył nam opiekę nad dziewczynką, przy czym prawdę o jej historii gracz poznaje z czasem. Princess Maker 5 umożliwia wędrówki. Córka uczestniczy w licznych wydarzeniach, poznaje wielu znajomych, spotyka się z przyjaciółkami i chodzi na randki. Zakończeń gry jest kilkadziesiąt. Dziewczynka może zostać zarówno królową w świecie wróżek, jak i piosenkarką czy szefem lokalnej mafii.
Piąta część serii została wydana w Japonii 3 marca 2007 roku.